# Захисна смуга
Захисна смуга — ботанічний заказник місцевого значення. Об'єкт розташований на території Приазовського району Запорізької області, в межах земель села Дунаївка.
Площа — 3 га, статус отриманий у 1980 році.
Статус надано з метою збереження місць зростання лікарських рослин. Охороняється мішана полезахисна лісосмуга між полями, де зростає шипшина.